# Erminio Azzaro
Erminio Azzaro (Italia, 12 de enero de 1948) fue un atleta italiano especializado en la prueba de salto de altura, en la que consiguió ser medallista de bronce europeo en 1969.

## Carrera deportiva
En el Campeonato Europeo de Atletismo de 1969 ganó la medalla de bronce en el salto de altura, con un salto de 2.17 metros, quedando en el podio tras el soviético Valentin Gavrilov y el finlandés Reijo Vähälä, ambos también con 2.17 metros pero en menos intentos.